# Anat R. Admati
Anat Ruth Admati (hebräisch ענת אדמתי‎; * 1956 in Israel) ist eine Wirtschaftswissenschaftlerin und Professorin an der Stanford Graduate School of Business.

## Leben
Admati wurde 1956 in Israel geboren und erhielt ihren Bachelor of Science mit Auszeichnung in Mathematik und Statistik im Jahr 1979 von der Hebräischen Universität in Jerusalem. 1981 schloss sie ihren Master of Arts und M. Phil. an der Yale University ab und promovierte dort 1983 in Operations Research/Operations Management. Ab 1983 war sie an der Stanford Graduate School of Business angestellt, bis August 1986 als Assistant Professor für Entscheidungstheorie und bis August 1992 als Associate Professor für Finanzwesen und Ökonomie. Im September 1992 erhielt sie eine volle Professur, die von September 2000 bis April 2009 den Titel Joseph McDonald Professor und seit April 2009 George G. C. Parker Professor trägt. Seit November 2016 ist sie Fellow des Stanford Institute for Economic Policy Research (SIEPR). Als Gastprofessorin war sie an der Stern School of Business der New York University und der Universität Tel Aviv.
Ihre Forschung umfasst die Informationsausbreitung in Finanzmärkten, Portfoliomanagement, Vertragstheorie, Corporate Governance sowie Banken. Ihr gemeinsam mit Martin Hellwig verfasstes Buch Des Bankers neue Kleider (Originaltitel The Bankers’ New Clothes) über die Notwendigkeit und Möglichkeiten einer schärferen Regulierung von Banken wurde positiv rezipiert: Gerald Braunberger bezeichnet es als „Meisterwerk“, Charles Goodhart als „great book“. Es ist in Deutsch, Spanisch, Chinesisch, Japanisch, Hebräisch, Portugiesisch und Italienisch erhältlich.
Admati ist Mitherausgeberin des Journal of Finance (seit 1990) und im Beirat des Journal of Financial Markets (seit 1998) und war Mitherausgeberin des Review of Financial Studies (1987–1991).

## Auszeichnungen
- Sloan Research Fellowship, September 1987 bis September 1989[4]
- Fellow der Econometric Society, seit 2004[10]
- Time 100 Liste der einhundert einflussreichsten Persönlichkeiten, 2014[11]
- Foreign Policy Magazine 100 global thinkers 2014[12]
- Ehrendoktor der Universität Zürich, 2014.[13]
- Wilbur Cross Medal der Yale University,  2021.[14]

## Publikationen

### Bücher
- mit Martin Hellwig: Des Bankers neue Kleider: Was bei Banken wirklich schief läuft und was sich ändern muss. Finanzbuch-Verlag, 2013, ISBN 978-3-89879-825-9.
  - englische Originalausgabe: The Bankers’ New Clothes: What’s Wrong with Banking and What to Do about It. Princeton University Press, Princeton 2013.

### Fachzeitschriften und Buchbeiträge (Auswahl)
- mit Peter M. DeMarzo, Martin Hellwig, Paul Pfleiderer: The Leverage Ratchet Effect. In: The Journal of Finance 73(1), Februar 2018, S. 145–198, doi:10.1111/jofi.12588.
- mit Peter M. DeMarzo, Martin Hellwig, Paul Pfleiderer: Fallacies and Irrelevant Facts in the Debate on Capital Regulation. In: Central Banks at a Crossroads: Europe and Beyond. Anthem Press, London 2014, S. 33–50.
- mit Paul Pfleiderer: The “Wall Street Walk” and Shareholder Activism: Exit as a Form of Voice. In: Review of Financial Studies 22(7), Juli 2009, S. 2645–2685, doi:10.1093/rfs/hhp037.
- mit Paul Pfleiderer: Forcing Firms to Talk: Financial Disclosure Regulation and Externalities. In: Review of Financial Studies 13(3), Juli 2000, S. 479–519, doi:10.1093/rfs/13.3.479.
- mit Paul Pfleiderer: Does It All Add Up? Benchmarks and the Compensation of Active Portfolio Managers. In: The Journal of Business 70(3), Juli 1997, S. 323–350, doi:10.1086/209721.
- mit Paul Pfleiderer: Robust Financial Contracting and the Role of Venture Capitalists. In: Journal of Finance 49(2), 1994, S. 371–402 doi:10.1111/j.1540-6261.1994.tb05146.x.
- mit Paul Pfleiderer, Josef Zechner: Large Shareholder Activism, Risk Sharing, and Financial Market Equilibrium. In: Journal of Political Economy 102(6), 1994, S. 1097–1130, doi:10.1086/261965.
- mit Paul Pfleiderer: A Theory of Intraday Patterns: Volume and Price Variability. In: Review of Financial Studies 1(1), 1988, S. 3–40, doi:10.1093/rfs/1.1.3.
- mit Motty Perry: Strategic Delay in Bargaining. In: The Review of Economic Studies 54(3), Juli 1987, S. 345–364, doi:10.2307/2297563.
- A Noisy Rational Expectations Equilibrium for Multi-Asset Securities Markets. In: Econometrica 53(3), 1985, S. 629–657, doi:10.2307/1911659.